# Phytomyza chelonei
Phytomyza chelonei är en tvåvingeart som beskrevs av Spencer 1969. Phytomyza chelonei ingår i släktet Phytomyza och familjen minerarflugor. Inga underarter finns listade i Catalogue of Life.